# Campeonato Asiático de Atletismo de 2011 - Salto triplo masculino
A prova do salto triplo masculino do Campeonato Asiático de Atletismo de 2011 foi disputada no dia 8 de julho de 2011 no Kobe Universiade Memorial Stadium em Kobe,  no Japão. 

## Recordes
Antes desta competição, os recordes mundiais e do campeonato nesta prova eram os seguintes:
|                       | Nome             | Nacionalidade | Distância | Local        | Data                  |
| --------------------- | ---------------- | ------------- | --------- | ------------ | --------------------- |
| Recorde mundial       | Jonathan Edwards | Reino Unido   | 18m 29cm  | Gotemburgo   | 7 de agosto de 1995   |
| Recorde do campeonato | Chen Yanping     | China         | 17m 22cm  | Kuala Lumpur | 1991                  |
| Recorde asiático      | Li Yanxi         | China         | 17m 59cm  | Jinan        | 26 de outubro de 2009 |

## Medalhistas
| Ouro                 | Prata          | Bronze              |
| Yevgeniy Ektov (KAZ) | Li Yanxi (CHN) | Roman Valiyev (KAZ) |

## Cronograma
Todos os horários são locais (UTC+9).
| Data       | Hora  | Evento |
| ---------- | ----- | ------ |
| 8 de julho | 17:30 | Final  |

## Final
A final da prova ocorreu dia 8 de julho às 17:30. 
| Posição           | Atleta               | Nacionalidade          | #1    | #2    | #3    | #4    | #5    | #6    | Resultados |
| ----------------- | -------------------- | ---------------------- | ----- | ----- | ----- | ----- | ----- | ----- | ---------- |
| Medalha de ouro   | Yevgeniy Ektov       | Cazaquistão            | x     | x     | 16.49 | 16.91 | x     | 15.05 | 16.91      |
| Medalha de prata  | Li Yanxi             | China                  | 16.70 | 16.09 | 16.50 | 16.11 | 16.53 | 15.87 | 16.70      |
| Medalha de bronze | Roman Valiyev        | Cazaquistão            | 16.05 | 16.34 | 16.46 | 14.69 | x     | 16.62 | 16.62      |
| 4                 | Shinya Sogame        | Japão                  | 16.51 | 13.62 | x     | 15.91 | 16.17 | 16.00 | 16.51      |
| 5                 | Dong Bin             | China                  | 16.26 | 16.15 | 16.35 | 16.06 | 16.36 | 16.00 | 16.36      |
| 6                 | M.H. Ismail          | Malásia                | 15.60 | 15.07 | 15.45 | 15.76 | 13.59 | 15.77 | 15.77      |
| 7                 | Daigo Hasegawa       | Japão                  | 15.76 | 15.33 | x     | 13.09 | 15.06 | 15.73 | 15.76      |
| 8                 | M.A.A. Darwish       | Emirados Árabes Unidos | x     | x     | 15.72 | 15.34 | 15.37 | 15.67 | 15.72      |
| 9                 | Ahmed Abdullah Faraj | Arábia Saudita         | 15.54 | 14.64 | –     |       |       |       | 15.54      |
| 10                | Ruslan Kurbanov      | Uzbequistão            | 15.51 | 15.44 | 15.38 |       |       |       | 15.51      |
| 11                | Yohei Kajikawa       | Japão                  | 15.37 | x     | 15.48 |       |       |       | 15.48      |
| 12                | Zafar Iqbal          | Paquistão              | 15.20 | 15.30 | 14.97 |       |       |       | 15.30      |
| 13                | M.G.M. Mohammed      | Arábia Saudita         | 14.72 | x     | 14.60 |       |       |       | 14.72      |
| 14                | Si Kuan Wong         | Macau                  |       |       |       |       |       |       | DNS        |

Legenda
| Recorde mundial       | Recorde mundial (World record)               |                       | Recorde africano                      | Recorde africano (African) |                                           | Q | Classificado por posição (Qualified) |
| Recorde do campeonato | Recorde do campeonato (Championship record)  | Recorde da América    | Recorde da América (Americas)         | q                          | Classificado por melhor tempo (Qualified) |   |                                      |
| Melhor marca do ano   | Melhor marca do ano (World leading)          | Recorde asiático      | Recorde asiático (Asian)              | DNS                        | Não largou (Did not start)                |   |                                      |
| Recorde nacional      | Recorde nacional (National record)           | Recorde europeu       | Recorde europeu (European)            | DNF                        | Não terminou (Did not finish)             |   |                                      |
| Recorde pessoal       | Recorde pessoal do atleta (Personal best)    | Recorde da Oceania    | Recorde da Oceania (Oceania)          | DSQ / DQ                   | Desclassificado (Disqualified)            |   |                                      |
| Recorde da temporada  | Recorde da temporada do atleta (Season best) | Recorde sul-americano | Recorde sul-americano (South America) | NM                         | Sem marca (No mark)                       |   |                                      |